# Wiśniewscy herbu Rogala
Wiśniewscy herbu Rogala – polski ród szlachecki wywodzący się z Wiśniewa w ziemi  zawkrzeńskiej na Mazowszu.

Za protoplastę rodu uważa się Piotra z Wiśniewa (1420-?), jego syn Ratołt z Wiśniewa Wiśniewski (1460-1508) był stolnikiem płockim.

Ze związku małżeńskiego Ratołta z Dorotą N(....?) herbu Junosza synowie:
- Jan Wiśniewski – żona Katarzyna Wąż-Bogacka z Dobrzankowa h. Prawdzic, córka Anna.

- Mikołaj Wiśniewski z Przełaji

- Jakub Wiśniewski

W 1504 Ratołt Wiśniewski z synami Janem i Mikołajem zamienił z księżną Anną Radziwiłłówną wdową po księciu mazowieckim Konradzie Rudym dobra Łazy i Słomino na dobra Falenty, Jaworowa i Laszczki.